# Emmanuel Apeh
Emmanuel Apeh (Nigeria, 25 de octubre de 1996) es un futbolista nigeriano que juega en la posición de delantero en el Sabah F. K. de la Liga Premier de Azerbaiyán.

## Carrera
Manu Apeh es un delantero formado en la R. S. D. Alcalá, equipo con el que inició su carrera sénior.
En la temporada 2016-17 firmó con el Lorca Fútbol Club para reforzar su filial en Tercera División. Marcó 27 goles y la campaña siguiente pasó a ser miembro del primer equipo después de convencer al entrenador durante la pretemporada.
En verano de 2018, tras haber llegado a jugar con el Lorca F. C. en Segunda División, se comprometió con el Real Club Celta de Vigo "B". Marcó cuatro goles en sus primeros cuatro partidos, pero en septiembre se vio obligado a dejar de jugar durante un tiempo por una lesión cardíaca.
El 26 de enero de 2019, tras las bajas de Iago Aspas y Emre Mor en las filas del primer equipo, fue convocado con el primer equipo y debutó en Primera División con el Real Club Celta de Vigo en una derrota por 2 goles a 1 frente al Real Valladolid, entrando en el minuto 84 de encuentro sustituyendo a Jozabed.
En el verano de 2020 abandonó la escuadra gallega para recalar en el Club Deportivo Tenerife. Este equipo lo cedió el 25 de enero de 2022 a la Agrupación Deportiva Alcorcón hasta el final de la temporada.
El 18 de julio de 2022 fue traspasado al Sabah F. K. que competía en la Liga Premier de Azerbaiyán.

## Clubes
| Club                    | País       | Año       |
| ----------------------- | ---------- | --------- |
| R. S. D. Alcalá         | España     | 2015-2016 |
| Lorca F. C. "B"         | España     | 2016-2017 |
| Lorca F. C.             | España     | 2017-2018 |
| R. C. Celta de Vigo "B" | España     | 2018-2020 |
| C. D. Tenerife          | España     | 2020-2022 |
| A. D. Alcorcón (cedido) | España     | 2022      |
| Sabah F. K.             | Azerbaiyán | 2022-     |